# Editorial Jara
Editorial Jara fue una editorial de la posguerra española, con sede en Madrid, que publicó una exitosa colección de novelas de bolsillo de temática policíaca, G-Men, así como los cuadernos de aventuras del Agente Norton (1951).

## Colecciones
| Título        | Año  | Guionista | Dibujante | Ejemplares | Tipo                  | Tamaño  | Precio facial en pesetas |
| ------------- | ---- | --------- | --------- | ---------- | --------------------- | ------- | ------------------------ |
| Agente Norton | 1951 | Faura     | Aroca     | 24         | Cuaderno de aventuras | 17 x 24 |                          |